# Charinus ricardoi
Espèce
Charinus ricardoi est une espèce d'amblypyges de la famille des Charinidae.

## Distribution
Cette espèce est endémique d'Amazonas au Brésil. Elle se rencontre à Presidente Figueiredo dans les grottes Gruta Areia Branca et Gruta dos Animais.

## Description
La carapace des femelles mesure de 2,42 à 2,73 mm de long sur de 2,67 à 3,80 mm et l'abdomen de 4,4 à 5,0 mm.

## Étymologie
Cette espèce est nommée en l'honneur de Ricardo Pinto-da-Rocha.

## Publication originale
- Giupponi & Miranda, 2016 : « Eight New Species of Charinus Simon, 1892 (Arachnida: Amblypygi: Charinidae) Endemic for the Brazilian Amazon, with Notes on Their Conservational Status. » PLOS One, vol. 11, no 2, e0148277, p. 1-33.